# Energy4All
Energy4All est une société anglaise agissant dans le développement de communauté d'énergie au Royaume-Uni, sur la base de l'expérience acquise de la création de la première coopérative éolienne du Royaume-Uni, Baywind Energy Co-operative. Elle a collecté plus de 40 millions de livres sterling au nom des coopératives et des sociétés de bienfaisance communautaires grâce à des offres de partage communautaire. 
Energy4All est une société à responsabilité limitée créée en 2002 qui a aidé à créer 24 projets énergétiques communautaires, dont Westmill Wind Farm Co-operative et Boyndie Wind Farm Co-operative, qui, avec Baywind, sont propriétaires d'Energy4All.
L'une des coopératives qu'elle a créée, Energy Prospects Co-operative, est spécialisée dans l'accompagnement des coopératives en phase de démarrage à travers les étapes de développement et de planification de la demande jusqu'au point où une offre de partage communautaire, gérée par Energy4All, peut être lancée pour financer le projet.
Energy4All remporte un prix Ashden en 2012.
Energy4All est élu au conseil d'administration de REScoop.eu, la fédération européenne des coopératives d'énergie renouvelable en 2017 et participe au projet MECISE visant à développer un fonds européen d'investissement coopératif dans l'énergie.